# 양주 김씨
양주 김씨(楊州金氏)는 경기도 양주시를 본관으로 하는 한국의 성씨이다. 시조 김원보(金元寶)는 양주백(楊州伯)에 봉해졌다. 혹칭 견주 김씨(見州 金氏)라고도 한다. 견주(見州)는 양주(楊州)의 별호(別號)이다.

## 역사
시조 김원보(金元寶)는 경순왕의 후예로 고려 고종 때 예부상서(禮部尙書), 판추밀원사(判樞密院事)에 오르고 양주백(楊州伯)에 봉해져다고 한다. 후손들이 본관을 양주(楊州)로 하였다. 그러나 문헌(文獻)이 실전되어 상계(上系)를 상고(祥考)할 수 없다.

### 시조에 대해
《김씨 분관록》 《증보문헌비고》 《조선씨족통보》등의 문헌에는 시조가 김경표(金景杓)라 한다. 그는 김수잠(金守潛)의 아들로 1620년 (광해군 12) 문과에 급제하여 사과(司果), 찰방(察訪), 진해현감(鎭海縣監)등을 지냈다.

## 본관
양주(楊洲)는 경기도(京畿道) 중남부(中南部)에 위치한 지명(地名)으로 고구려(高句麗) 때에는 매성(買省) 또는 창화(昌化)라 하였고, 신라(新羅)때 와서 내소(來蘇)라 불렀으며, 고려(高麗) 초에 견주(見州)로 하였다가 1018년(현종 9) 양주(楊洲)로 개칭하였다. 1413년(태종 13)에 양주도호부(楊州都護府)로 승격하였다. 1430년(세종 12)에는 양주목으로 승격하고, 파주(坡州)와 고양군(高陽郡) 이외 영평(永平)‧ 포천(抱川)등의 5개현을 관할하였다. 1895년(고종 32) 지방제도 개정으로 한성부 양주군이 되었고, 1896년에 경기도 양주군이 되었다. 2003년 양주시로 승격하였다.

## 인물
조선시대 문과 급제자 8명을 배출하였다.

### 문과
김경표(金景杓), 김운승(金運乘), 김처공(金處恭), 김종혁(金宗赫), 김내묵(金乃默), 김국현(金國顯), 김내현(金來顯), 김용연(金瑢鍊)

### 무과
김계성(金繼誠), 김덕남(金德男), 김관충(金關忠), 김급(金岌), 김득룡(金得龍), 김득우(金得雨), 김막난(金莫難), 김복남(金卜男), 김사길(金士吉), 김순원(金順元), 김신보(金信寶), 김연쇠(金連金), 김영서(金永西), 김유남(金有男), 김제달(金悌達), 김종남(金從男), 김중률(金重栗), 김중린(金重麟), 김진남(金進男), 김채발(金采發), 김춘보(金春福), 김치도(金致道), 김치형(金致珩), 김홍량(金弘良)

### 생원·진사
김규철(金奎徹), 김류(金瀏), 김백붕(金百朋), 김상함(金相䤴), 김성희(金成熙), 김흥빈(金興彬), 김규한(金奎翰), 김기관(金基觀), 김백붕(金百朋), 김영택(金榮澤), 김처공(金處恭)